# Osleni Guerrero
Osleni Guerrero Velasco (La Habana, 18 de octubre de 1989) es un deportista cubano que compitió en bádminton, en las modalidades individual y dobles. Ganó tres medallas en los Juegos Panamericanos entre los años 2011 y 2019.

## Palmarés internacional
| Juegos Panamericanos | Juegos Panamericanos | Juegos Panamericanos | Juegos Panamericanos |
| Año                  | Lugar                | Medalla              | Prueba               |
| -------------------- | -------------------- | -------------------- | -------------------- |
| 2011                 | Guadalajara (México) | Medalla de plata     | Individual           |
| 2015                 | Toronto (Canadá)     | Medalla de bronce    | Individual           |
| 2019                 | Lima (Perú)          | Medalla de bronce    | Dobles               |